# Rentezegels
Rentezegels waren van 1913 tot 1967 in Nederland een van de mechanismen voor de opbouw van pensioen. 
Op grond van de Invaliditeitswet (IW) uit 1913 waren werknemers tussen de 14 en 65 jaar verplicht rentezegels te plakken. De zegels werden uitgegeven door de Raden van Arbeid, de latere Sociale Verzekeringsbank (SVB). De IW omvatte ouderdoms-, weduwen-, wezen- en invaliditeitsrenten. De hoogte van de uiteindelijke rente was afhankelijk van de duur van de verzekering en de totale waarde van de geplakte zegels. De uit te betalen renten waren heel laag, doordat de geplakte zegels niet waarde- of welvaartsvast waren. Mede daarom is de IW op 1 juli 1967 ingetrokken. Vanaf 1964 werden de opgebouwde rechten successievelijk afgekocht, de laatste in 1991. Aan de mogelijkheid tot afkoop is destijds veel publiciteit gegeven, onder andere in de dag- en huis-aan-huisbladen. Alle rechten zijn inmiddels vervallen en afkoop is niet meer mogelijk.